# Eurysternus calligrammus
Eurysternus calligrammus är en skalbaggsart som beskrevs av Johan Wilhelm Dalman 1824. Eurysternus calligrammus ingår i släktet Eurysternus och familjen bladhorningar. Inga underarter finns listade i Catalogue of Life.